# Кисеоничка маска са резервоаром без неповратних вентила
Кисеоничка маска са резервоаром без неповратних вентила (енгл. PRB mask) једна је од неколико врсти медицинских маски, у којој се постиже концентрација кисеоника у удахнутој смеши ваздуха, без додатних вентила али са резервоаром (кесом-балоном) у распону од 35 до 60%. 
Маска нема усмерен проток ваздуха између респираторних циклуса уз помоћ вентила, јер се део ваздуха усмерава у резервоар у облику кесе.

## Оште информације
Кисеоничка маска са резервоаром или респираторном кесом  без неповратних вентилаје медицински је уређај који  покрива нос и уста и помаже у испоруци кисеоника у хитним ситуацијама. Састоји се од маске за лице повезане с резервоаром који је напуњен великом концентрацијом кисеоника. Маска је повезана са резервоаром или централним системом за кисеоник у болесничкој соби. Маска покрива и нос и уста. 

## Опис функција
Акумулације изахнутог ваздуха у резервоару због одсуства вентила, код ове маске има значајан ризик поновног удисања издахнутог ваздуха. Због овог недостатка понекад се у њој не може достићи жељена концентрација кисеоника у удахнутом ваздуха због појаве увећане концентрације угљен-диоксида.
Да би се ово избегло, при употреби маске користити се гранични или увећани проток кисеоника кроз маску. 
Проток кисеоника кроз мора бити једнак или већа од вредности која спречава продор великих количина издахнутог ваздуха у резервоар и његово поновно удисање. 
Ако је резервоар у издисају довољно напуњен кисеоником (напет), већина издахнутог ваздуха се одстрањује кроз отворе на бочним странама маске, што не доводи до значајног пуњења реезервоара издахнутим ваздухом. 
Примењен већи проток кисеоника, боље испуњава резервоар маске, мање је мешање издахнутог ваздуха са кисеоником у резервоару, а концентрација кисеоника у удахнутом ваздуху је већа.
Ако резервоар савијемо и фиксирамо лепљењем, ова маска се може претворити у једноставну кисеоничку маску без резервоара.

## Препорука
У пракси се показало да примена ове маска нема предности у односу на стандардну, обичну маску. Код тежих случајева, где болесник видно пуни и празни резервоар маске, а стање пацијента се не побољшава, препоручује се да се ова маска замени обичном маском или да се резервоар савије и прилепи на маску, испод довода кисеоника.